# 巴西国旗
巴西國旗以綠色為背景，加上黃色的菱形，而在菱形上再有一個藍色的天球儀，天球儀上有27顆以南十字星座為中心的白星，中央的一條白帶上以葡萄牙語寫著巴西的國家格言，意為「秩序與進步」。
巴西現國旗顏色源於巴西帝國時代的國旗，綠色底面和黃色平行四邊形，儘管在色調和形狀上稍作修改，而綠色代表了巴西第一個皇帝佩德羅一世的布拉甘薩王朝，而黃色則代表了巴西皇帝的妻子瑪麗亞·利奧波迪娜皇后所属的哈布斯堡王朝。天球儀的下半部代表制定國旗時的首都里約熱內盧天空顏色。天球儀中畫有以南十字星為中心的二十七顆星，則代表首都與二十六個州。

## 演變
葡萄牙在美洲的殖民地從未有過自己的旗幟，因為傳統上葡萄牙鼓勵所有葡萄牙君主統領的地區升起葡萄牙國旗。
最早用於代表巴西的旗幟是駛往巴西的葡萄牙船隻所用的航海旗。一面綠白兩色條紋的旗幟，一直用到1692年。其中綠色代表王室，白色是葡萄牙的國家色彩。1692年以後該旗幟不再用於去巴西的船隻，而是作為葡萄牙進岸的商船隊的航海旗使用。去往巴西的船隻則有了一面新的旗幟，是在白色底面上繪有金色渾天儀。渾天儀也是曼努埃爾一世國王的個人標識。在他治下葡萄牙的船隻通行全世界，並且渾天儀成了葡萄牙的國家象徵，尤其是葡萄牙帝國時代。去往印度的船隻則用紅色渾天儀的航海旗。最終有渾天儀被更多的用於當時最大的殖民地巴西，不僅在旗幟上，而且在當地發行的貨幣上。渾天儀旗幟最終成為巴西非官方的旗幟。
1815年，巴西被升格為王國，與葡萄牙、阿爾加維一起組成葡萄牙－巴西－阿爾加維聯合王國。1816年憲章頒布了新的國徽，規定以藍底金色渾天儀代表巴西。當時的巴西使用的是葡萄牙、巴西與阿爾加維聯合王國國旗。
尚-巴蒂斯特·德布雷為葡萄牙、巴西與阿爾加維聯合王國太子佩德羅設計了一面旗幟。巴西宣告獨立、佩德羅稱帝以後，在佩德羅的御旗上增加黃色菱形，就形成了巴西的的國旗。新的國旗在綠色底面上有一個黃色菱形，再將國徽置於中間。其中綠色代表了佩德羅皇帝的布拉干薩王朝，而黃色則代表了瑪麗亞·利奧波迪娜皇后所属的哈布斯堡王朝。佩德羅二世在位期間，隨著巴拉那省的設立，國旗上增加了一顆星。
共和國成立之後，魯伊·巴爾博薩律師提出了一面新的國旗，效仿美國國旗，使用於1889年11月15日至19日。有13道綠黃相間的橫條紋，左上角有藍色方塊，內有21顆星。之後臨時總統德奧多羅·達·豐塞卡元帥反對這個提議，並指出這個設計看起來與美國國旗過於相似。
豐塞卡要求重新設計國旗，希望反映原有國旗的設計，體現國家從帝制走向共和的這一轉變。萊蒙度·特些拉·門德斯主持了這一專案。他將帝國國徽換成了一個藍色天球儀，中間有口號。這一設計得到了豐塞卡的批准，並予以展示。新的國旗由萊蒙度·特西埃拉·門德斯、米格爾·萊蒙斯、米格爾·佩雷拉·雷斯與德西奧·維拉雷斯組成的小組設計完成。1889年11月19日被正式採納。
之後隨著新的州份的建立，星星數量也變多。1960年為22顆星，1968年為23顆星，1992年為24顆。

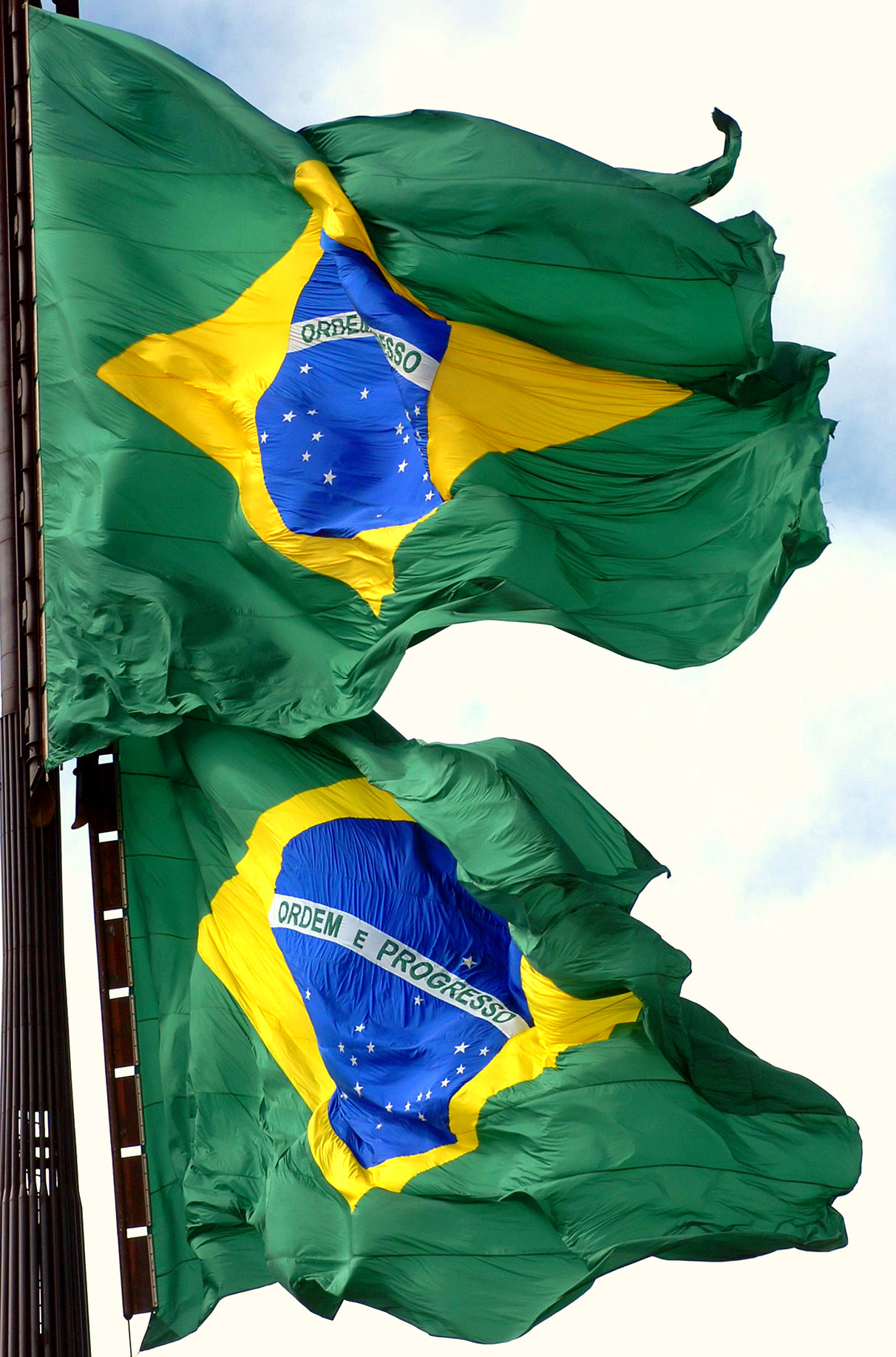
飘扬的巴西国旗

## 國旗格式

示意圖

### 白星
巴西國旗上27顆白星象徵著國家內26個州與1個的聯邦區，同時，27顆星都屬於南天星座，包括了：

27顆白星

1. 南河三（小犬座α）
2. 大犬座
3. 老人星（船底座α）
4. 角宿一（室女座α）
5. 長蛇座
6. 南十字座
7. 南極星（南极座σ）
8. 南三角座
9. 天蠍座

| 地方           | 星        | 星座     | 大小 |
| 亞馬遜         | 南河三    | 小犬座   | 1    |
| 馬托格羅索     | 天狼星    | 大犬座   | 1    |
| 阿馬帕州       | 軍市一    | 大犬座   | 3    |
| 朗多尼亞州     | 天狼增四  | 大犬座   | 4    |
| 羅賴馬州       | 弧矢一    | 大犬座   | 2    |
| 托坎廷斯州     | 弧矢七    | 大犬座   | 2    |
| 帕拉州         | 角宿一    | 室女座   | 1    |
| 皮奧伊州       | 心宿二    | 天蠍座   | 1    |
| 馬臘尼昂州     | 房宿四    | 天蠍座   | 3    |
| 塞阿臘州       | 尾宿二    | 天蠍座   | 2    |
| 阿拉戈斯州     | 尾宿五    | 天蠍座   | 2    |
| 塞爾希培州     | 尾宿六    | 天蠍座   | 3    |
| 巴拉那州       | 尾宿七    | 天蠍座   | 3    |
| 北里約格朗德州 | 尾宿八    | 天蠍座   | 2    |
| 伯南布哥州     | 尾宿一    | 天蠍座   | 3    |
| 南馬托格羅索州 | 星宿一    | 長蛇座   | 2    |
| 阿克里州       | 平一      | 長蛇座   | 3    |
| 聖保羅         | 十字架二  | 南十字座 | 1    |
| 里約熱內盧     | 十字架三  | 南十字座 | 2    |
| 帕拉伊巴州     | 十字架一  | 南十字座 | 2    |
| 米納斯吉拉斯州 | 十字架四  | 南十字座 | 3    |
| 聖埃斯皮里圖州 | 南十字座ε | 南十字座 | 4    |
| 南里奧格蘭德州 | 三角形三  | 南三角座 | 2    |
| 聖卡塔琳娜州   | 三角形二  | 南三角座 | 3    |
| 巴伊亞州       | 三角形一  | 南三角座 | 3    |
| 戈亞斯州       | 老人星    | 船底座   | 1    |
| 聯邦區         | 南極座σ   | 南極座   | 5    |

## 其他旗幟

### 政府旗
- 總統旗
- 副總統旗
- 國防部長旗

### 軍旗
- 陸軍旗
- 海軍旗
- 海軍上將旗
- 總參謀部長旗
- 艦艏旗

## 歷代國旗
以下到表顯示出不同時期巴西出現過的旗幟:
- 葡屬巴西
1332年-1651年
- 葡屬巴西 
1500年-1521年
- 葡屬巴西 
1521年-1616年
- 伊比利亞聯盟 
1616年-1640年
- 葡萄牙王國 
1667年
- 葡萄牙王國 
1640年-1683年
- 巴西公國
1645年-1815年
- 葡萄牙王國 
1683年-1706年
- 葡萄牙王國
1707年-1750年
- 葡萄牙王國 
1700年-1800年
- 葡萄牙－巴西－阿尔加维联合王国
1816年-1821年
- 巴西公國 
1815年？-1822年？
- 巴西王國
1822年9月-12月
- 1822年-1853年
- 1853年-1889年
- 巴西合众国
1889年11月15日-11月19日
- 1889年-1960年
（21星）
- 巴西联邦共和国
1960年-1968年
（22星）
- 1968年-1992年
（23星）
- 1992年-至今
（27星）